# Sensazioni forti
Sensazioni forti è un album raccolta di brani musicali del cantautore italiano Vasco Rossi, pubblicato il 7 giugno 2007.
L'album, che comprende 16 canzoni, è stato per due settimane nella classifica dei più venduti in Svizzera, raggiungendo nella prima la 72ª posizione e nella seconda l'84ª.
L'album prende il nome dall'omonimo singolo pubblicato dal cantautore di Zocca nel 1980 in Colpa d'Alfredo.

## Tracce
1. Colpa d'Alfredo – 4:55
2. Siamo solo noi – 3:53
3. Voglio andare al mare – 3:40
4. Fegato, fegato spappolato – 3:15
5. Albachiara – 4:03
6. Asilo "Republic" – 1:46
7. Susanna – 3:23
8. Non l'hai mica capito – 3:48
9. Jenny è pazza – 7:09
10. Brava – 4:37
11. Dimentichiamoci questa città – 4:27
12. Anima fragile – 3:43
13. Ieri ho sgozzato mio figlio – 3:22
14. Incredibile romantica – 4:20
15. La strega (La diva del sabato sera) – 4:42
16. La nostra relazione – 3:00

## Formazione
- Vasco Rossi - voce
- Gaetano Curreri - tastiera, arrangiamenti
- Giovanni Oleandri - basso
- Gilberto Rossi - batteria, percussioni
- Enzo Troiano - chitarra elettrica
- Giovanni Pezzoli - batteria, percussioni
- Maurizio Solieri - chitarra acustica, chitarra elettrica, mandolino, clavicembalo
- Paolo Giacomoni - violino, violino elettrico
- Dino Melotti - sassofono, flauto
- Lauro Minzoni - flauto, percussioni
- Riccardo Bellei - cori
- Iskra Menarini - cori
- Ricky Portera - cori
- Auro Lugli - arrangiamenti, cori
- Antonio Mancuso - tastiera
- Massimo Riva - chitarra, cori
- Gian Emilio Tassoni - basso, contrabbasso
- Sandro Comini - trombone
- Rudy Trevisi - sassofono, clarinetto
- Enzo Feliciati - tastiera
- Glauco Zuppiroli - basso, contrabbasso
- Arcangelo Cavazzuti - batteria
- Bruno Corticelli - basso, contrabbasso
- Roberto Costa - basso, arrangiamenti
- Guido Elmi - chitarra, percussioni
- Andrea Righi - basso
- Roberto Casini - batteria
- Romano Trevisani - chitarra
- Fio Zanotti - tastiera, organo
- Mimmo Camporeale - tastiera
- Claudio Golinelli - basso
- Lele Melotti - batteria